# Vierno
Vierno (in lingua napoletana: Inverno) è una canzone del 1945, composta da Armando De Gregorio e Vincenzo Acampora nel 1945. 

## Descrizione
Il testo evoca la dura realtà dell’immediato dopoguerra: l’immagine della pioggia ininterrotta rappresenta il clima che si viveva nella Napoli di quegli anni. Una città che faceva i conti con le profonde ferite del conflitto, senza speranza nel futuro.